# Пономарёв, Виталий Андреевич
Виталий Андреевич Пономарёв (31 января 1932 — 23 апреля 2021) — советский хозяйственный, государственный и политический деятель. Заместитель председателя КГБ СССР — начальник Управления кадров КГБ СССР (1985–1991), генерал-лейтенант (1986).

## Биография
Родился в 1932 году в деревне Филюшонки. Член КПСС с 1959 года.
С 1954 года — на хозяйственной, общественной и политической работе. В 1954—1991 гг. — главный ветврач Нелидовского района, Нелидовской МТС Великолукской области, 2-й ветврач Свечинской ветлечебницы, главный врач Свечинского района Кировской области, главный ветврач райсельхозкооперации Котельнического района Кировской области, председатель исполкома Котельнического райсовета, 1-й секретарь Котельнического райкома КПСС, заведующий орготделом Котельнического производственного парткома КПСС, секретарь Санчурского производственного парткома КПСС, 1-й секретарь Санчурского райкома КПСС, помощник начальника УКГБ по Владимирской области по кадрам, начальник УКГБ по Владимирской области, председатель КГБ Северо-Осетинской АССР, заместитель начальника 5-го Управления КГБ СССР, заместитель председателя КГБ СССР — начальник Управления кадров КГБ СССР.
Делегат XXII и XXVII съездов КПСС.
Жил в Москве. Скончался 23 апреля 2021 года.